# Regulační tyč

Schéma jaderného reaktoru s regulačními tyčemi (2)

Regulační tyče, případně řídicí tyče se používají v jaderných reaktorech pro řízení štěpné řetězové reakce. Skládají se z chemických prvků, které jsou schopné absorbovat velké množství neutronů. Mezi nejčastěji používané prvky patří bór a kadmium.

## Konstrukční uspořádání

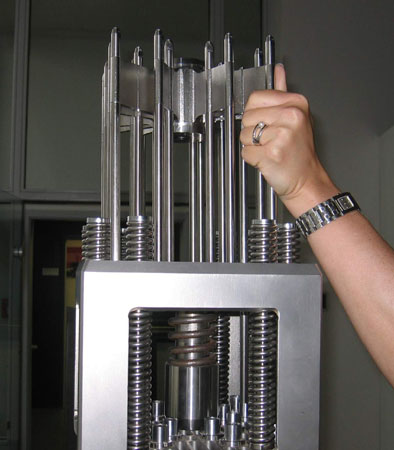
Model zařízení řídicích tyčí pro PWR na výstupu z reaktoru

Soustava regulačních tyčí je obvykle umístěna vertikálně. V případě tlakovodních reaktorů (PWR i VVER) jsou tyče zasouvány shora. Naopak je tomu u varných reaktorů BWR, kde se tyče zasouvají zespoda tlakové nádoby. Hlavním důvodem je nedostatek místa v horní části reaktoru typu BWR, protože se zde nachází separátor a vysoušeč páry.
Zatímco u varných reaktorů se používají samostatné řídicí tyče, u tlakovodních reaktorů existují dva přístupy – klastry a regulační kazety. Sestavy tyčí (tzv. klastry) se vkládají do vodicích trubek uvnitř palivového souboru. Soubor přitom může obsahovat různý počet otvorů. Reaktor VVER 1000 obsahuje typicky 19 vodicích trubek. Z nich pouze 18 je určeno pro regulační tyče a vyhořívající absorbátory, středový otvor slouží pro měření. Toto řešení najdeme například na JE Temelín.
Druhou možností jsou tyče zhotovené v tzv. tandemovém uspořádání, označují se jako regulační kazety. V tom případě mají dvě části, v dolní je palivo a v horní části absorbátor. Tandemové uspořádání je použito například v reaktoru VVER 440 v JE Dukovany.

## Princip činnosti regulačních tyčí
Hlavním úkolem regulačních tyčí je řízení štěpné řetězové reakce. Umožňují tak regulovat okamžitý výkon reaktoru. To spočívá v pohlcování přebytečných neutronů, které při štěpení jader vznikají. Nejdůležitějším regulovaným parametrem je hustota toku neutronů.
Pro zvýšení výkonu vytáhneme tyče směrem z aktivní zóny. Po zvýšení výkonu na požadovanou hodnotu následně tyče opět zasuneme do polohy, která ustanoví rovnováhu mezi počtem vznikajících a zanikajících neutronů. Při snižování výkonu se naopak tyče zasunují více do aktivní zóny.
Regulace pomocí absorpčních tyčí se rozšířila především kvůli jednoduchosti provedení, nízkým provozním nákladům a spolehlivosti. Nevýhodou je to, že způsobují nerovnoměrné rozložení neutronového toku v aktivní zóně. Proto se využívá velkého počtu tyčí, což umožňuje ovládat neutronový tok uvnitř reaktoru, tak aby byl co nejrovnoměrnější.
Tyče jsou poháněny ve většině případů elektromotorem nebo hydraulickými pohony.

## Typy absorpčních tyčí
V reaktoru se obvykle používá více typů absorpčních tyčí. Jedním z nich jsou právě regulační tyče, které mají za úkol regulovat aktuální výkon reaktoru. Dále se zde nachází kompenzační tyče, které umožňují dlouhodobě ustálený provoz (kompenzují dlouhodobé vlivy na reaktivitu). A pro rychlé zastavení štěpné reakce v případě poruchy jsou v reaktoru umístěny ještě havarijní (bezpečnostní) tyče. Za provozu se nacházejí vně reaktoru a automaticky se spustí do aktivní zóny při překročení nastavených parametrů (např. přílišný nárůst výkonu).
U reaktorů s rozměrnou aktivní zónou se mohou vyskytovat i další typy absorpčních tyčí: tzv. vyrovnávací tyče, které slouží pro vyrovnání neutronového toku, a zónové tyče, které kompenzují xenovovou nestabilitu.
Jednotlivé typy se většinou liší jen množstvím, popřípadě rozložením absorbátoru. Mohou obsahovat i jiný druh absorbujícího materiálu. Tyče pak mají rozdílnou váhu reaktivity. Pro případ okamžitého zastavení výkonu reaktoru bývá v havarijních tyčích mnohem vyšší koncentrace absorbátoru než v tyčích regulačních.
Abychom zajistili ustálený režim po celou dobu provozu reaktoru, je nutné, aby reaktor měl určitou rezervu reaktivity. Při zahájení provozu je však nutné tuto rezervu kompenzovat, což se provádí také pomocí kompenzačních tyčí.

## Materiály

### Požadavky
Absorpční materiály (na rozdíl od ostatních materiálů aktivní zóny) se musí vyznačovat silným pohlcováním neutronů. Zároveň musí mít vysokou radiační stabilitu, stálost mechanických a chemických vlastností a odolnost proti korozi po celou dobu provozu. Mezi důležité parametry patří také tepelná vodivost, tepelná stabilita a dobrá technologická zpracovatelnost. Teplota tání absorpčního materiálu musí být vyšší než maximální teploty dosahované v aktivní zóně.
Absorpční tyče mohou být vyrobeny tak, že absorpční materiál tvoří pouze výplň konstrukce a požadavek ostatních vlastností splňuje obal absorbátoru nebo matrice. Chemické prvky s dostatečně vysokým účinným průřezem pro absorpci neutronů zahrnují především stříbro, indium, kadmium a bór. Další vhodné prvky představují například gadolinium, hafnium, samarium nebo europium.
Většina důležitých absorpčních materiálů má nízké mechanické vlastnosti. Pro zlepšení mechanických vlastností se používají ve slitinách a sloučeninách (například bórová ocel). Dále se absorbátory opatřují pokrytím.
Pokrytím bývá nejčastěji hliník a jeho slitiny, zirkonium a korozivzdorná ocel. Pokrytí chrání chladivo před kontaminací a zároveň zajišťuje mechanickou stabilitu tyčí. Navíc umožňuje jednoduchou výměnu absorbátoru v případě potřeby.

### Nejčastěji používané materiály

#### Bór
Jde o nejčastěji používaný prvek pro regulační tyče. Mechanické vlastnosti bóru v jeho základní formě jsou nevhodné, a proto se používá ve formě slitiny nebo sloučeniny, nejčastěji jako bórová ocel nebo karbid bóru. Jako karbid bóru B4C ho najdeme ve varných reaktorech BWR, tlakovodních reaktorech a také v rychlých reaktorech.
Tento materiál je velmi dobře prostudován. Vyznačuje se stálými vlastnostmi při ozařování, nereaguje s pokrytím a má dobré vlastnosti přenosu tepla. Další výhodou je snadná výroba. Může být rozpuštěný (například v oceli) nebo jako peleta B4C, která se vkládá do pouzdra.
Při vystavení ozáření neutrony bór podstupuje reakci, při které vzniká především He. To je potřeba odvést mimo pelety a zabránit tak mikrotrhlinám.

#### Slitina Ag-In-Cd
Jedná se o slitinu stříbro-indium-kadmium. Poněkud rozdílné oblasti absorpce jednotlivých prvků činí ze slitiny vynikající absorbátor neutronů. Má dobrou mechanickou pevnost a lze ji snadno vyrobit. Používá se v některých tlakovodních reaktorech. Například na JE Temelín se vyskytuje v části regulační tyče (většinu zaujímá karbid bóru).

#### Hafnium
Hafnium má vynikající vlastnosti pro reaktory používající vodu jak pro moderování, tak pro chlazení. Má dobrou mechanickou pevnost, snadno se vyrábí a je odolné proti korozi v horké vodě. Pro zvýšení mechanických vlastností může být Hafnium legováno jinými prvky. Používá se v některých reaktorech amerického námořnictva, jeho vysoká cena a nízká dostupnost však omezují jeho použití v civilních reaktorech.

#### Titanát dysprosia
Je slibnou náhradou slitin Ag-In-Cd, protože má mnohem vyšší teplotu tání, nemá tendenci reagovat s pokrytím, snadno se vyrábí a nepodléhá bobtnání způsobené héliem. Byl vyvinut v Rusku a je doporučován pro některé reaktory VVER a RBMK. Jeho výhodou je také vyšší hmotnost, která v důsledku urychluje zasouvání tyče do aktivní zóny.

### Další prostředky regulace reaktivity
Další způsob řízení reaktivity je u tlakovodních reaktorů rozpustný absorbátor - kyselina boritá. Přidává se do chladicího systému reaktoru, slouží k dlouhodobé regulaci reaktivity. Kompenzuje tak velké množství paliva na počátku cyklu. Běžně se používá v koncentracích 0 až 12 g/l moderátoru.
Přebytek lze také kompenzovat přidáním vyhořívajícího absorbátoru do moderátoru nebo paliva. Jde o látky s vysokou pravděpodobností toho, že neutron bude po srážce s jádrem této látky absorbován. Tím dojde k přeměně na látku, která má tuto pravděpodobnost velmi malou. Takto je možné kompenzovat přebytek reaktivity čerstvého paliva, usnadnit řízení reaktoru a díky tomu i zvyšovat obohacení paliva.
U reaktorů typu CANDU se například využívá jako vyhořívající absorbátor dysprosium.
U některých výzkumných reaktorů lze řídit reaktivitu pouze pomocí koncentrace kyseliny borité, regulační tyče tedy nejsou nutné.

## Bezpečnost
Ve většině konstrukcí reaktoru jsou tyče ukotveny pomocí elektromagnetů. To umožňuje v případě havárie rychle elektromagnety vypnout. Tyče pak spadnou volným pádem do aktivní zóny a zastaví štěpnou reakci. U některých reaktorů se dokonce tyče do aktivní zóny vstřelují, což umožňuje ještě rychlejší zasunutí.
Výjimku tvoří varné reaktory BWR, které mají tyče umístěné zespoda. Proto v případě nouzového vypnutí vyžadují hydraulické zasunutí. Rychlé vypnutí reaktoru tímto způsobem se nazývá SCRAM.
Systém zasouvání tyčí zespoda nemusí být vždy nevýhodný. Naopak to může být výhoda, protože tyče musí být zasouvány hydraulicky. To znamená, že se zasunou i v případě, kdy dojde například ke zkroucení paliva uvnitř reaktoru a poškození kanálů pro absorpční tyče.
Jak selhání správy, tak nevhodná konstrukce regulačních tyčí byly často uvedeny jako příčina jaderných nehod, včetně katastrofy v Černobylu.
Jaderné elektrárny provozované na našem území jsou z tohoto hlediska mnohem bezpečnější, právě kvůli sofistikovanějším regulačním tyčím a jejich ovládání.